# Орден Чорного орла
О́рден Чо́рного Орла́ (нім. Schwarzer Adlerorden) — найвищий прусський орден. Заснований королем Фрідріхом І з приводу його коронації 18 січня 1701 року. Складається з хреста, зірки та стрічки жовтогарячого кольору. 
Повна назва — Висо́кий О́рден Чо́рного Орла́ (нім. Der Hohe Orden vom Schwarzen Adler).

## Опис
Орден складався з мальтійського хреста, світло-синьої барви, з чотирма чорними орлами в кутах та написом «FR» (що означає FRYDERICUS REX — Король Фрідріх) посередині щита та восьмикутної срібної зірки з Чорним орлом на помаранчевому полі і девізом SUUM CUIQUE («Кожному своє»). Носили цей хрест на широкій помаранчевій стрічці через плече або на золотому ланцюжку. Дизайн нагороди придумав корінний житель Кенігсберга Хорст Дюринг.
Кавалери ордена удостоювалися особливого вбрання — червона мантія, підбита муаровою тканиною блакитного відтінку. На шиї мантія стягувалась крученими позолоченими шнурочками, прикрашеними на кінцях кутасами. На голову одягали чорний капелюх, прикрашений білим пір'ям та діамантовою застібкою.

## Умови нагородження
Сини короля ставали кавалерами ордена в 10 років, кавалерами ордена з ланцюгом — у 18. Орден дарувався німецьким підданим за воєнні й громадянські заслуги, з іноземців орден дарувався монархам і державним сановникам. Орден очолював король Пруссії. Спочатку число кавалерів ордена обмежувалося тридцятьма, але згодом це обмеження було зняте. 
Орден могли отримати особи, які досягли 30-літнього віку (окрім прусських принців) і довели своє пряме дворянське походження, надавши дані про 8 предків-дворян. В 1848 році вимога доведення дворянства була скасована, а нагороджені-недворяни автоматично отримували спадкове дворянство.
Щоб отримати з рук короля цю нагороду, потрібно було щедро пожертвувати на благодійність. Насамперед — на притулок Чорного орла. На утримання притулку лицарі Чорного орла вносили по 50 дукатів на рік.
Кавалери ордена автоматично ставали кавалерами Великого хреста Ордена Червоного орла, а члени Прусської королівської сім'ї з 1862 року — також кавалерами ордена Корони 1-го класу.
З 1919 року орден вручається лише представникам дому Гогенцоллернів. До 1934 року відбулись 18 нагороджень.

## Кавалери
- Кавалери ордена Чорного орла

З моменту свого створення у 1701 по 1918, орденом Чорного орла нагороджено 1341 особа. Наймасовіше нагородження відбулось 7 квітня 1805 року, коли орден отримали 7 осіб. В 1918 році були 118 живих членів ордену, включаючи 14 членів Прусської королівської сім'ї та 49 членів інших правлячих домів Німеччини.
Серед нагороджених (1816) відомий генерал-майор князь Ангальт-Кетен-Плесський Фердинанд Фридрих — засновник Асканії Нова.

## Галерея

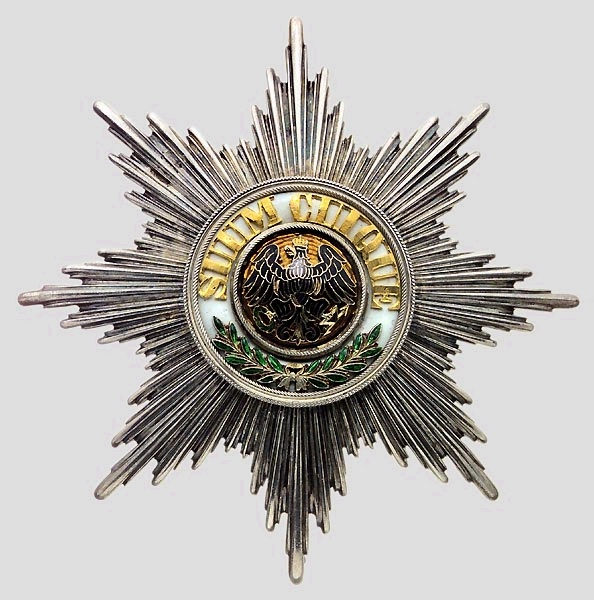
Орденська зірка
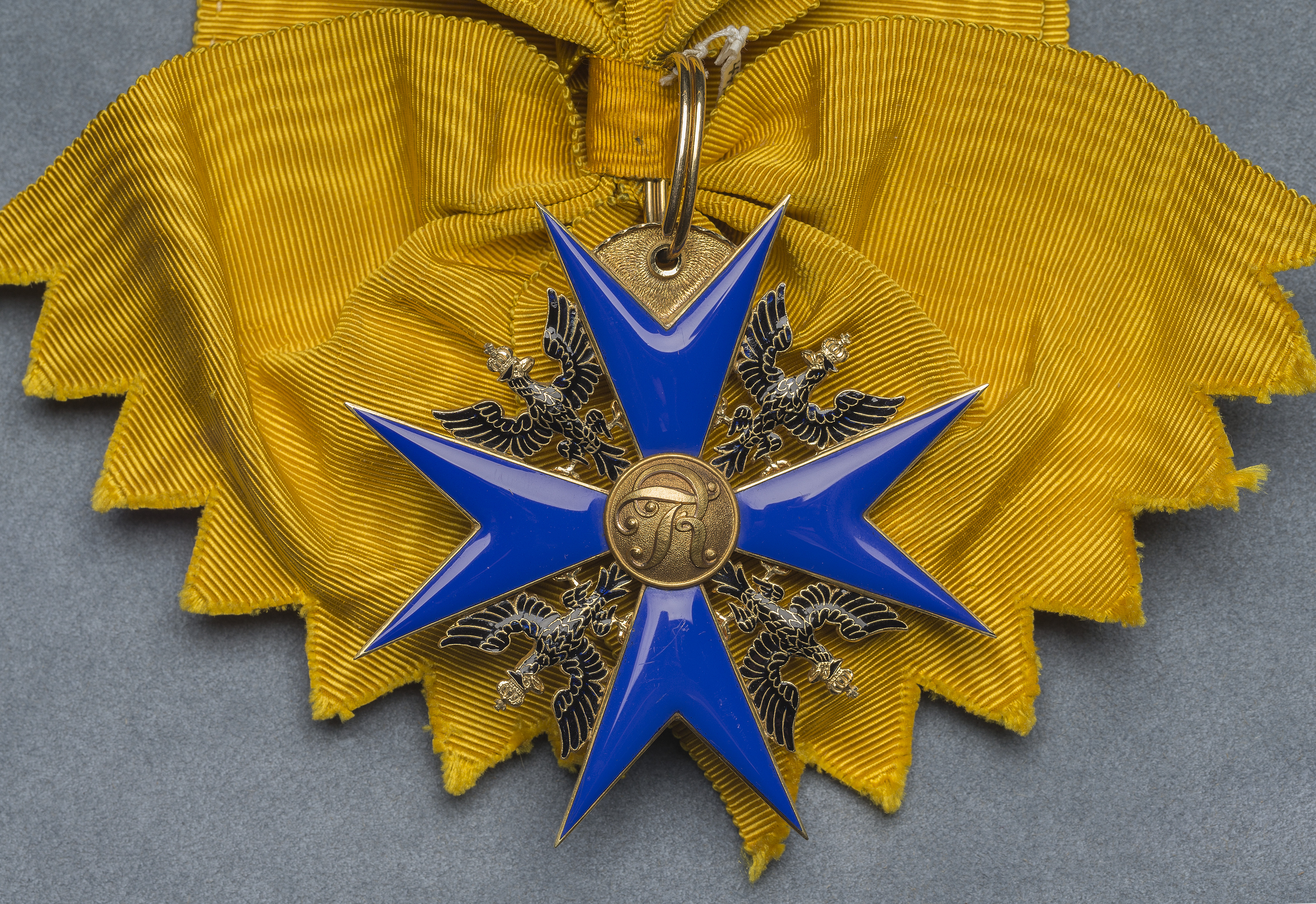
Орденський хрест
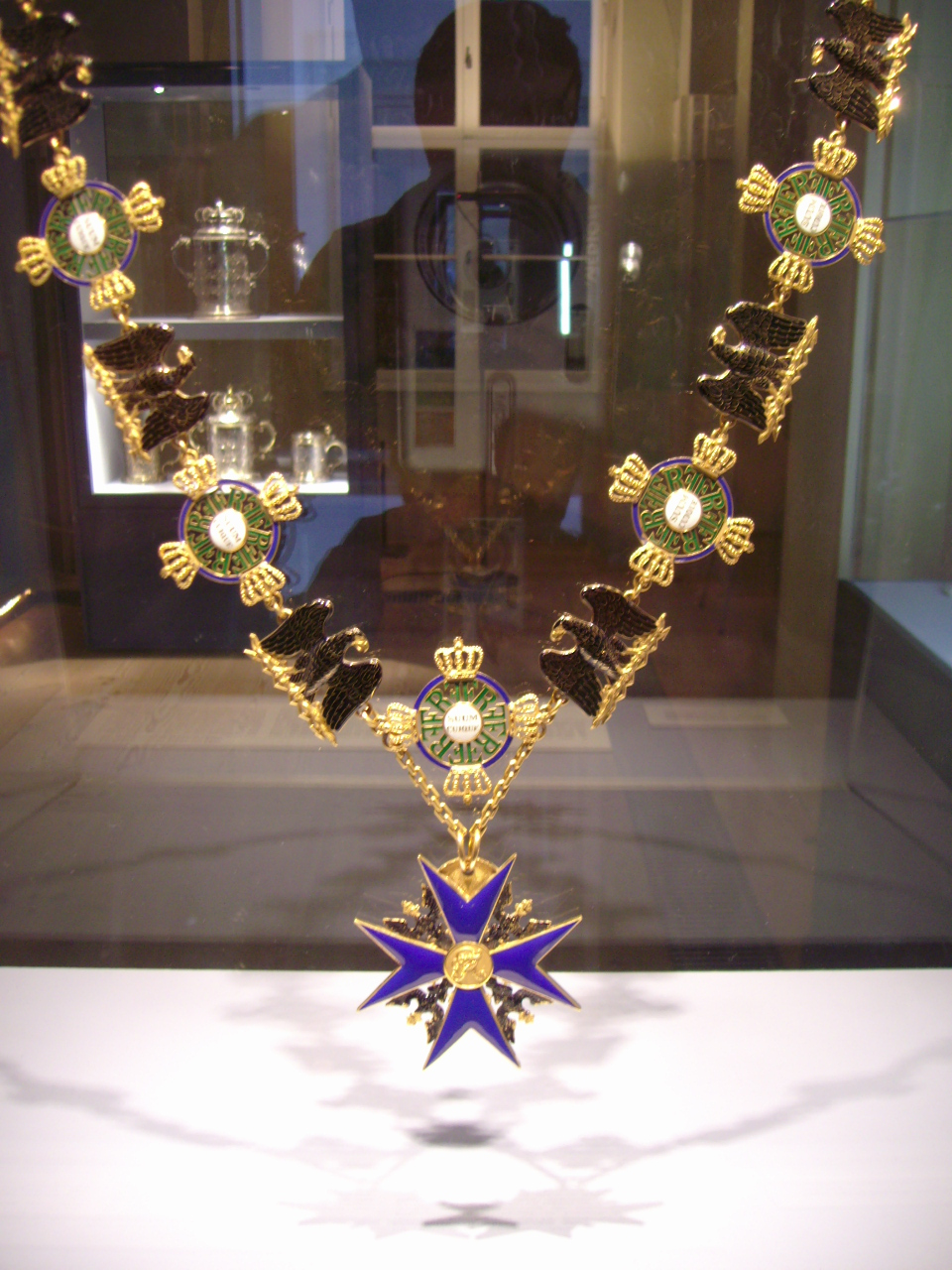
Орденський ланцюг
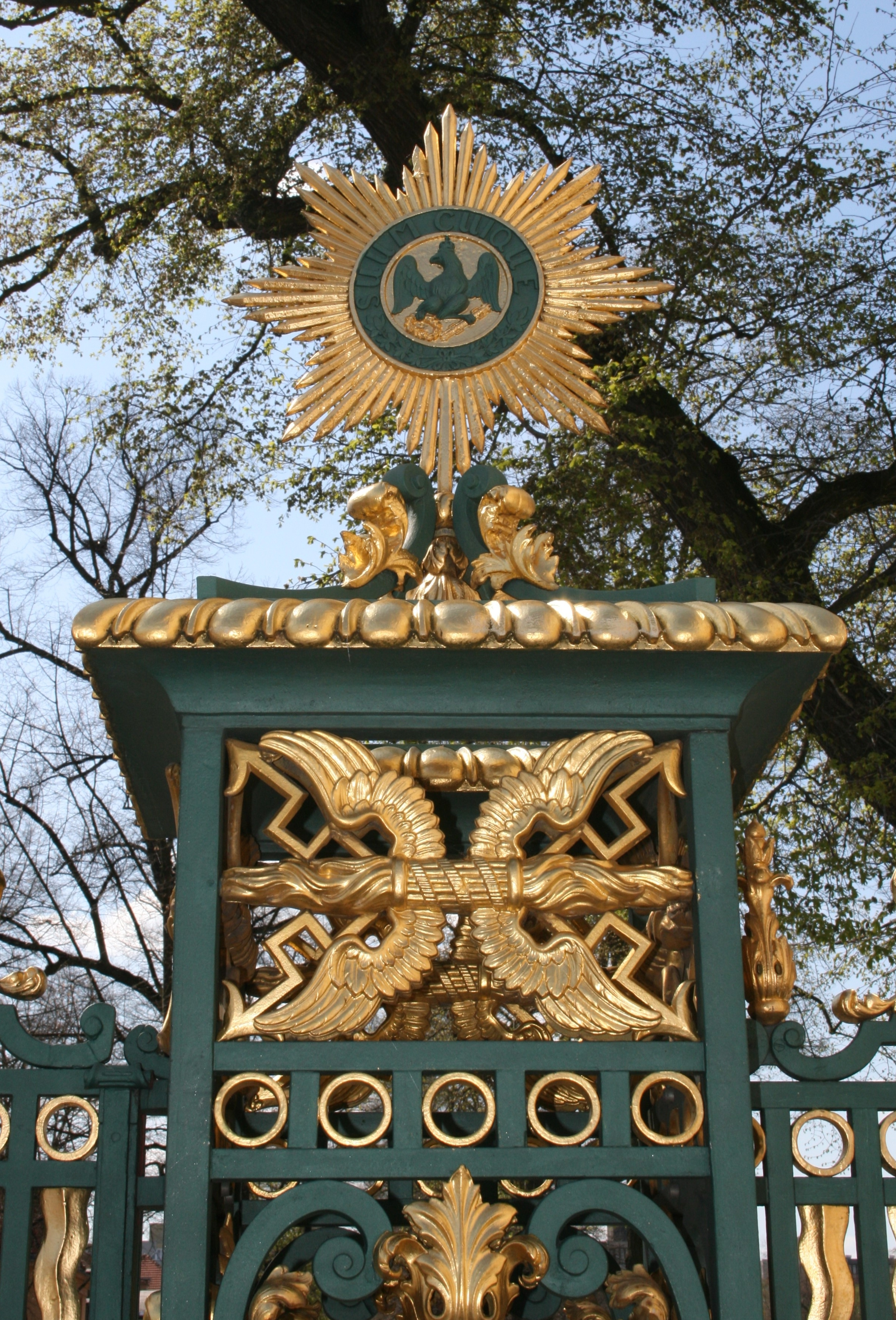
Орден на огорожі замку Шарлоттенбург.
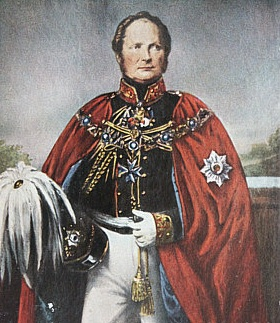
Церемоніальний орденський одяг
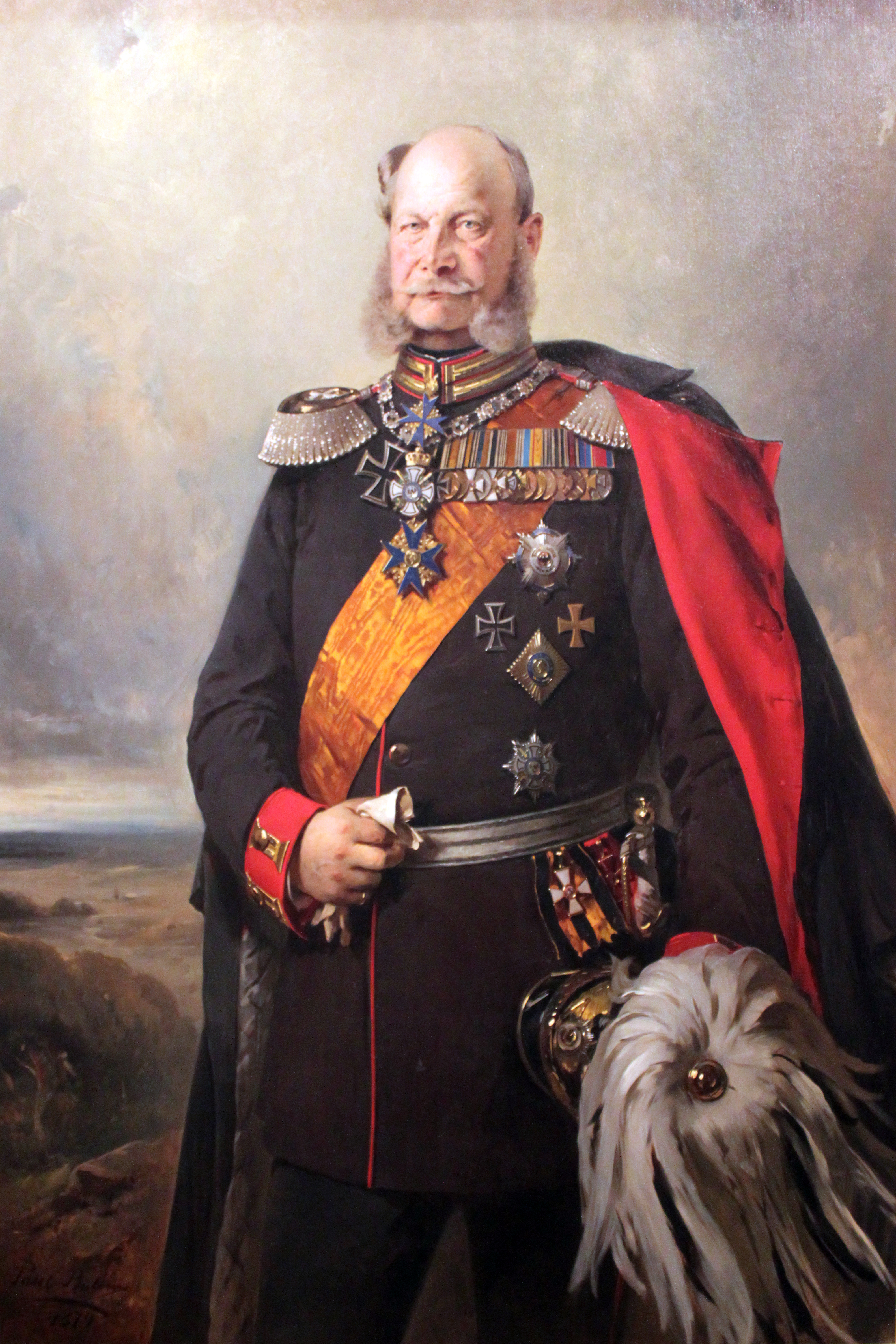
Вільгельм І з орденом
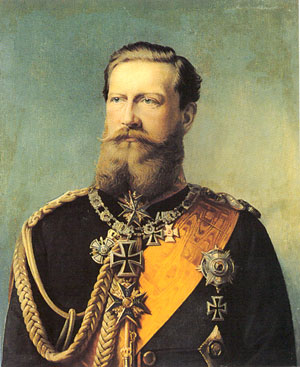
Фрідріх III з орденом
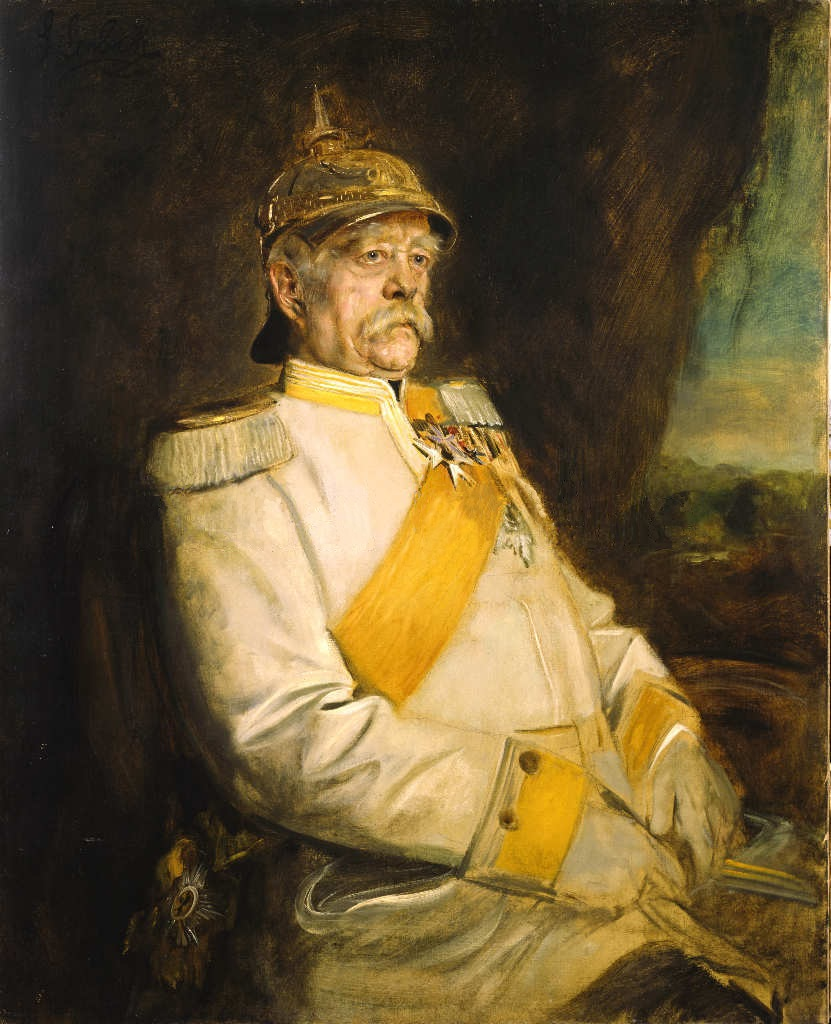
Отто фон Бісмарк з орденом
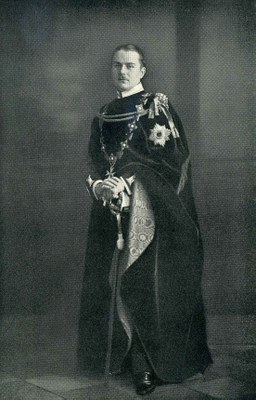
Принц Фрідріх Леопольд Прусський в орденській мантії (1914).
Принц Франц Вільгельм Прусський з орденом (3 вересня 2016).